# Thelypteris sancta
Thelypteris sancta är en kärrbräkenväxtart som först beskrevs av Carolus Linnaeus, och fick sitt nu gällande namn av Ren-Chang Ching. Thelypteris sancta ingår i släktet Thelypteris och familjen Thelypteridaceae. Inga underarter finns listade.